# Shustoke
Shustoke – wieś w Anglii, w hrabstwie Warwickshire, w dystrykcie North Warwickshire. Leży 27 km na północ od miasta Warwick i 154 km na północny zachód od Londynu.